# ローディ・ヴェッキオ
ローディ・ヴェッキオ（伊: Lodi Vecchio）は、イタリア共和国ロンバルディア州ローディ県にある、人口約7,500人の基礎自治体（コムーネ）。

## 地理

### 位置・広がり

#### 隣接コムーネ
隣接するコムーネは以下の通り。括弧内のMIはミラノ県所属を示す。
- ボルゴ・サン・ジョヴァンニ
- コルネリアーノ・ラウデンセ
- ローディ
- ピエーヴェ・フィッシラーガ
- サレラーノ・スル・ランブロ
- サン・ゼノーネ・アル・ランブロ (MI)
- タヴァッツァーノ・コン・ヴィッラヴェスコ

### 気候分類・地震分類
気候分類では、zona E, 2592 GGに分類される。
また、イタリアの地震リスク階級 (it) では、zona 3 (sismicità bassa) に分類される。